# 長等 (大津市)
長等（ながら）は、滋賀県大津市にある地名。現行行政地名は長等一丁目から長等三丁目。長等学区としてより広域な地域を指す場合もある。

## 地理
大津市の南部に位置し、東に中央、南東に札の辻、西に三井寺町、南に逢坂、北に浜大津と接している。
木造建築が密集する地区で狭い路地が多いため、地震による建物倒壊や火災延焼の危険性が特に高いとされている。特に長等二丁目では旧耐震木造建物の割合が2022年時点で8割を超す。

## 歴史
- 1965年（昭和40年）7月1日 - 北町、石川町、小川町、上北国町、真西町、土橋町、上馬場町、石橋町、船頭町、鍵屋町、元会所町、上京町、菱屋町、西今颪町、下馬場町、東今颪町、桝屋町、下北国町、中北国町の各一部または全域を長等一丁目から長等三丁目を設置[7]。

### 町名の変遷
| 実施後     | 実施年月日               | 実施前（各町名ともその一部）                                                                 |
| ---------- | ------------------------ | -------------------------------------------------------------------------------------------- |
| 長等一丁目 | 1965年（昭和40年）7月1日 | 北町、石川町、小川町、上北国町、真西町                                                       |
| 長等二丁目 | 1965年（昭和40年）7月1日 | 上北国町、土橋町、上馬場町、石橋町、船頭町、鍵屋町、元会所町、上京町、菱屋町、小川町、石川町 |
| 長等三丁目 | 1965年（昭和40年）7月1日 | 西今颪町、下馬場町、東今颪町、桝屋町、船頭町、鍵屋町、元会所町、下北国町、中北国町           |

## 世帯数と人口
2019年（平成31年）4月1日現在の世帯数と人口は以下の通りである。
| 丁目       | 世帯数  | 人口    |
| ---------- | ------- | ------- |
| 長等一丁目 | 90世帯  | 206人   |
| 長等二丁目 | 507世帯 | 854人   |
| 長等三丁目 | 308世帯 | 539人   |
| 計         | 905世帯 | 1,599人 |

### 人口の変遷
国勢調査による人口の推移。
| 1995年（平成7年）  | 2,189人 | [ 8 ]  |  |
| 2000年（平成12年） | 2,025人 | [ 9 ]  |  |
| 2005年（平成17年） | 2,025人 | [ 10 ] |  |
| 2010年（平成22年） | 1,868人 | [ 11 ] |  |
| 2015年（平成27年） | 1,599人 | [ 12 ] |  |

### 世帯数の変遷
国勢調査による世帯数の推移。
| 1995年（平成7年）  | 856世帯 | [ 8 ]  |  |
| 2000年（平成12年） | 847世帯 | [ 9 ]  |  |
| 2005年（平成17年） | 847世帯 | [ 10 ] |  |
| 2010年（平成22年） | 960世帯 | [ 11 ] |  |
| 2015年（平成27年） | 869世帯 | [ 12 ] |  |

## 学区
市立小・中学校に通う場合、学区は以下の通りとなる。
| 丁目       | 番・番地等 | 小学校             | 中学校               |
| ---------- | ---------- | ------------------ | -------------------- |
| 長等一丁目 | 全域       | 大津市立長等小学校 | 大津市立皇子山中学校 |
| 長等二丁目 | 全域       | 大津市立長等小学校 | 大津市立皇子山中学校 |
| 長等三丁目 | 全域       | 大津市立長等小学校 | 大津市立皇子山中学校 |

## 施設
- 大津赤十字病院

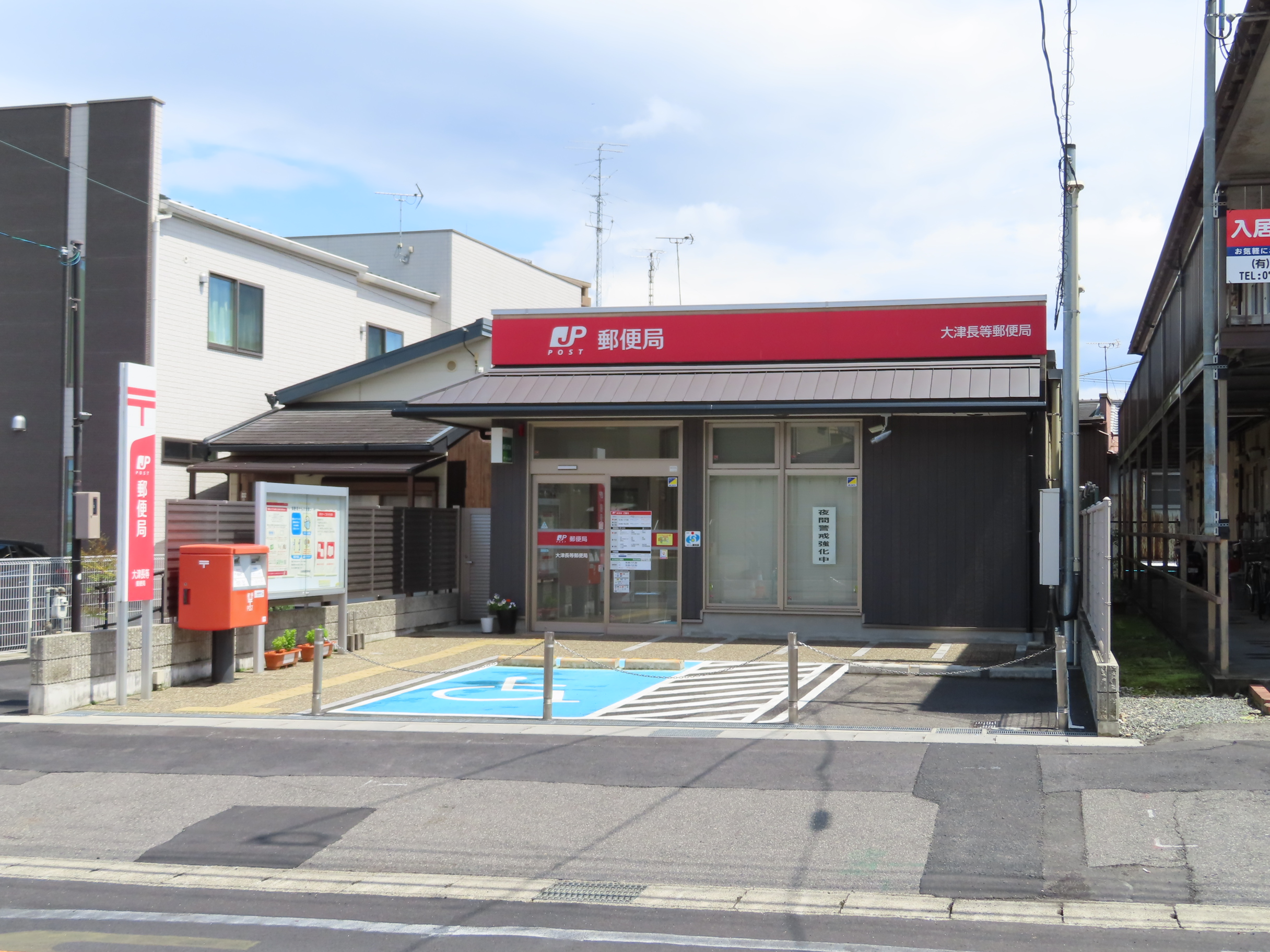
大津長等郵便局
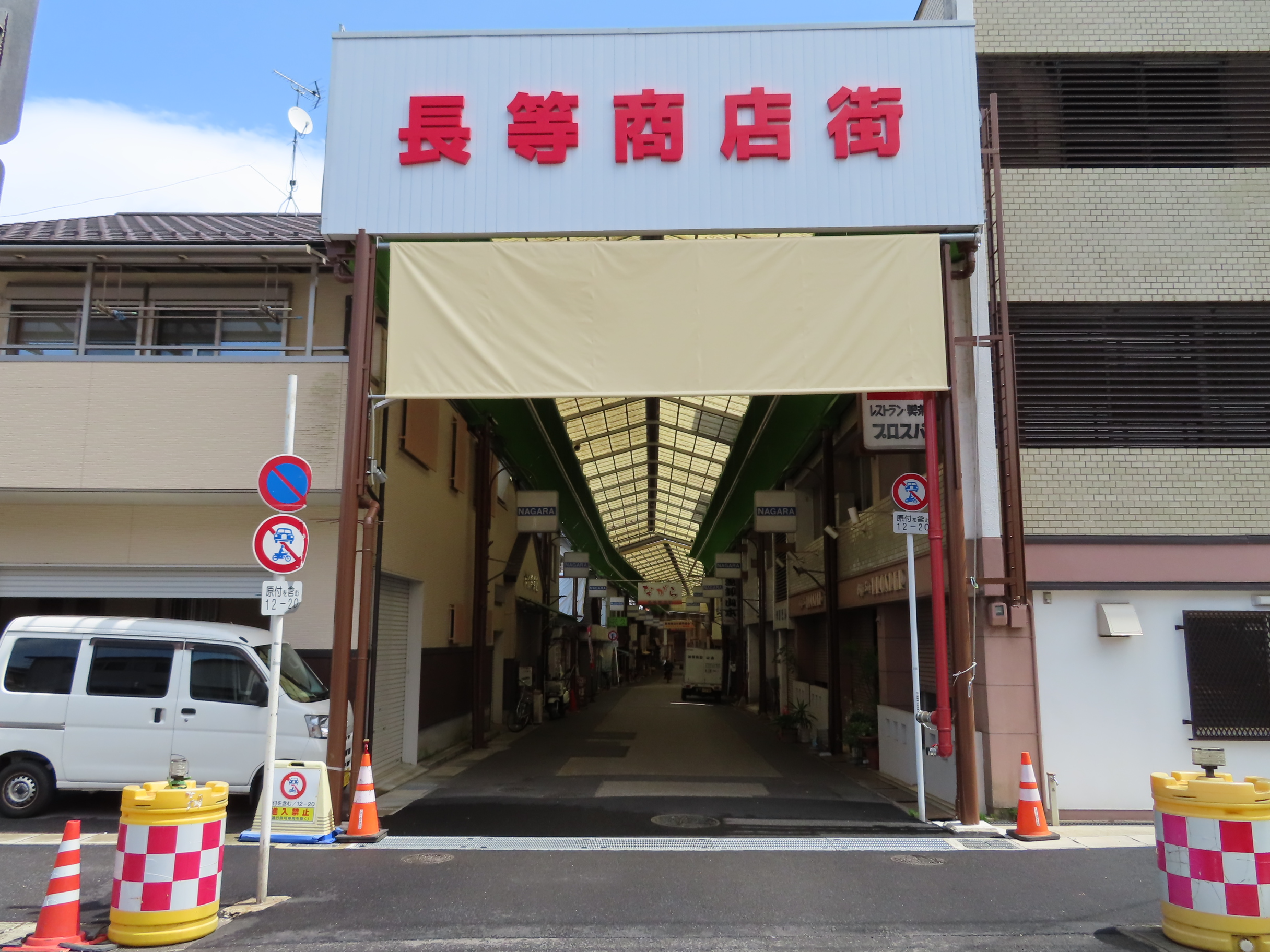
長等商店街

- 大津長等郵便局
- 長等商店街

## その他

### 日本郵便
- 郵便番号 : 520-0046[3]（集配局：大津中央郵便局[14]）。